# Acmaeodera riograndei
Acmaeodera riograndei är en skalbaggsart som beskrevs av Nelson 1980. Acmaeodera riograndei ingår i släktet Acmaeodera och familjen praktbaggar. Inga underarter finns listade i Catalogue of Life.